# Quarterly Journal of Economics
The Quarterly Journal of Economics (QJE, Щоквартальний журнал з економіки) — спеціалізований економічний науковий журнал. Видається під редакцією економічного факультету Гарвардського університету видавництвом MIT Press. Періодичність виходу: 4 номери на рік.
Це найстаріший англомовний журнал з економічних питань, виходить з 1886 року. Засновником і першим редактором був Чарльз Данбар. Журнал швидко став достатньо авторитетним і вагомим. На опубліковані в QJE матеріали посилалися при написанні економічних статей для Енциклопедичного словника Брокгауза і Ефрона (1890—1907). І сьогодні це один з найпрестижніших журналів з економіки. Тематика охоплює всі аспекти — від журнальних мікротеорій до емпіричної та теоретичної макроекономіки. В ньому друкували свої праці відомі економісти, наприклад, лауреат нобелівської премії з економіки Мілтон Фрідман.